# Natalie Curtis

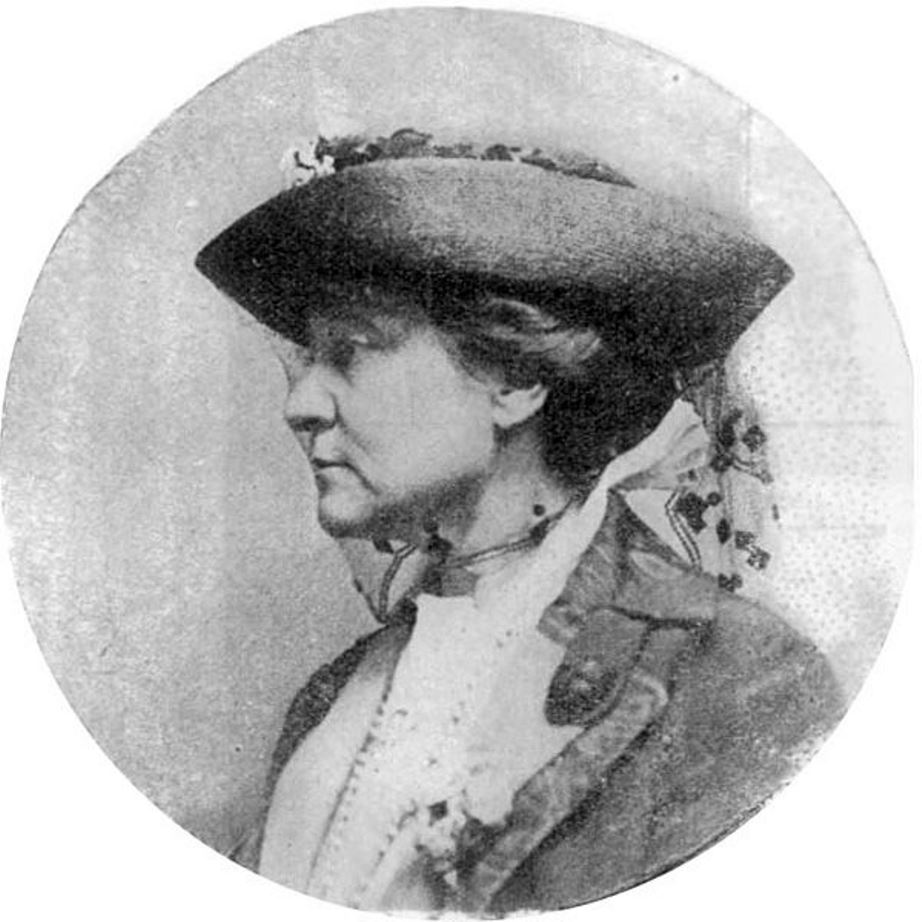
Natalie Curtis Burlin

Natalie Curtis, später Natalie Curtis Burlin, (* 26. April 1875 in New York City; † 23. Oktober 1921 in Paris) war eine US-amerikanische Ethnographin und Musikethnologin, die durch ihre Forschungen zu den Indianern berühmt wurde.

## Vita und Werk
Als Arzttochter wuchs Curtis in einem wohlhabenden Elternhaus auf. Mit dem Ziel klassische Konzertpianistin zu werden, besuchte sie das National Conservatory of Music in NYC und studierte anschließend Klavier in Berlin (bei Ferruccio Busoni), Paris, Bonn und Bayreuth (bei Julius Kniese).
Eine Reise mit ihrem älteren Bruder George im Jahr 1900 führte sie nach Arizona und brachte sie in Kontakt mit amerikanischen Ureinwohnern, mit deren Bräuchen, Überlieferungen und Kultur. Insbesondere die Musik hatte einen bleibenden Eindruck hinterlassen, so dass sie sich fortan der Dokumentation, Übersetzung und Veröffentlichung indianischer aber auch afro-amerikanischer Musik widmete. Bis ans Ende ihres Lebens sammelte sie Gedichte, Lieder, Märchen, Mythen und Erzählungen verschiedener Indianerstämme als wertvolle Zeugnisse der einheimischen amerikanischen Kultur. Mit Phonograph sowie Bleistift und Papier besuchte sie unter anderem Dörfer der Hopi und Zuni. Ihr Werk ist dem der Brüder Grimm vergleichbar, die in Deutschland die Märchen vor dem Vergessen bewahrten. Curtis setzte sich gegenüber Theodore Roosevelt, einem Freund der Familie, für die Rechte der amerikanischen Ureinwohner ein, beispielsweise für die Aufhebung des Verbots zum Spielen indianischer Musik. Ihr Hauptwerk ist The Indians' Book aus dem Jahr 1907, das bis heute eine wichtige Quelle für die Wissenschaft darstellt. Die Lieder und Erzählungen aus dieser Publikation kommen von 18 Indianer-Stämmen mit Schwerpunkt auf dem Südwesten der USA. Curtis unterstütze zudem bei der Organisation des ersten Konzerts mit afro-amerikanischer Musik in der Carnegie Hall in NYC im März 1914. Im Jahr 1917 heiratete sie den Künstler Paul Burlin (1886–1969).
Curtis fand internationale Anerkennung, so etwa hielt sie im Oktober 1921 eine Vorlesung an der Sorbonne in Paris. Kurz darauf wurde sie von einem Taxi überfahren und starb im Alter von 46 Jahren. Ihre Grabstätte befindet sich in Rhode Island, USA.

## Publikation in Auswahl
- The Songs of Ancient Amerika (1905).
- The Indians’ Book. Authentic Native American Legends, Lore & Music. Recorded and Edited by Natalie Curtis. Illustrated with Native American Drawings & Turn-of-the-Century-Photographs. 576 S. Gramercy Books. Distributed by Outlet Book Company, a Division of Random House. 40 Engelhard Avenue, Avenel, New Jersey 1907 (Digitalisat).
- Words of Hiparopai (1907).
- The People of the Totem Poles: Their Art and Legends (1909).
- Negro folk-songs (1918–1919).
- Theodore Roosevelt in Hopi-Land. The Outlook, March 5, 1919.